# Phymasperminae
Phymasperminae es una subtribu perteneciente a la subfamilia Asteroideae de la familia Asteraceae.

## Descripción
Las especies de esta subtribu son arbustos. Las hojas a lo largo del tallo están dispuestas alternativamente (o  contrarias), la lámina es entera o lobulada. Las inflorescencias están compuestas de cabezas solitarias en corimbos laxos. La estructura de la cabeza es típico de la familia Asteraceae : un tallo de apoyo a una concha semiesférica (raramente ob-cilíndrica o cónica), compuesta de diferentes escalas (o brácteas ) dispuestas en 2-4 filas que sirven como protección al receptáculo plano-convexo (sin lana) en el que se encuentran dos tipos de flores: las externas, radiantes liguladas y femeninas (o estériles) y las internas del disco, tubulares y hermafroditas. El color de la flor es de color blanco, amarillo o violeta. La corola de las centrales (tubulares) termina con 5 lóbulos. Las frutas son aquenios cilíndricos o elipsoide de 10 a 12 costillas longitudinales y un ápice corona.

## Distribución y hábitat
Las especies de este grupo se distribuyen principalmente en el Hemisferio sur en África. 

## Géneros
La subtribu comprende 3 géneros y 26 especies:
- Eumorphia DC. (6 spp.)
- Gymnopentzia Benth. (1 sp.)
- Phymaspermum Less. (19 spp.)